# Hélène d'Orléans
Pour les articles homonymes, voir Hélène d'Orléans (1934).
Signature
Hélène Françoise Henriette d’Orléans , née le 13 juin 1871 à York House, à Twickenham, en Angleterre et morte le 21 janvier 1951 à Castellammare di Stabia, près de Naples en Italie, est une princesse du sang de France, arrière-petite-fille du roi des Français Louis-Philippe Ier, devenue princesse de Savoie et duchesse d’Aoste par son mariage.

## Famille
Membre de la maison d'Orléans, Hélène d'Orléans est la seconde fille et troisième enfant de Philippe d'Orléans (1838-1894), comte de Paris et prétendant orléaniste au trône de France sous le nom de « Philippe VII », et de Marie-Isabelle d'Orléans (1848-1919), infante d'Espagne. Son prénom rend hommage à sa grand-mère paternelle, la princesse royale née Hélène de Mecklembourg-Schwerin.
Le 25 juin 1895, Hélène épouse, à Kingston upon Thames, le prince Emmanuel-Philibert de Savoie, deuxième duc d'Aoste (Gênes, 13 janvier 1869-Turin, 4 juillet 1931).
De ce mariage naissent deux garçons :
- Amédée II de Savoie-Aoste (1898-1942), troisième duc d'Aoste et vice-roi d'Éthiopie, qui épouse en 1927 sa cousine Anne d'Orléans (1906-1986), fille du prétendant français Jean d'Orléans, duc de Guise.
- Aymon de Savoie-Aoste (1900-1948), duc de Spolète puis quatrième duc d'Aoste à la mort de son frère. Proclamé le 18 mai 1941 roi de l'État indépendant de Croatie, un état fasciste, sous le nom de Tomislav II de Croatie, il ne peut régner et abdique le 31 juillet 1943 sans avoir jamais mis le pied dans son nouveau pays. Le 1er juillet 1939, il épouse la princesse Irène de Grèce, fille du roi Constantin Ier de Grèce.

Devenue veuve, la princesse Hélène épouse en secondes noces, en octobre 1936, le colonel Otto Campini (né Oddone Maria Campini), au Palais de Capodimonte.

## Biographie
Jeune fille, Hélène d'Orléans manque à deux reprises d'épouser l'héritier d'un trône européen. En 1890, le prince Albert Victor du Royaume-Uni duc de Clarence et d'Avondale, (1864-1892), petit-fils de Victoria Ire et second dans l'ordre de succession après son père, Edouard, prince de Galles, cherche, le premier, à l'épouser. Mais le prince est anglican et le père d'Hélène, le comte de Paris, interdit à sa fille d'abjurer le catholicisme, ce qui rend le mariage impossible.
Cependant, le comte cherche toujours un époux pour sa fille et, en 1892, fait exécuté son portrait en pied est par Esther Huillard en la résidence de Stowe House.
Quelque temps plus tard, c'est au tour du tsar Alexandre III de Russie de s'intéresser à Hélène, mais pour son fils, le tsarévitch Nicolas (futur Nicolas II). Là encore, la tentative est un échec car le prince, profondément épris de la princesse Alix de Hesse-Darmstadt,  refuse d'entendre parler d'alliance stratégique avec une Française. Finalement, Hélène d'Orléans se marie au second duc d'Aoste, cousin germain du roi d'Italie. Certes, le prince n'est pas appelé à régner mais il représente néanmoins un bon parti...  Le mariage fut heureux dans ses premières années mais la princesse fut délaissée par son mari qui lui préféra sa maîtresse, Paula Orsini.
Comme plusieurs de ses frères et cousins, la princesse Hélène de Savoie a l'âme voyageuse. Durant sa vie, elle réalise d'ailleurs plusieurs voyages de chasse ou d'études en Afrique et en Extrême-Orient. Lors d'un de ses séjours en Afrique, elle croise ainsi Georges-Marie Haardt, à la tête de la croisière noire.
De ses voyages, elle ramène une religion très personnelle… Elle choisit ses aumôniers pour leur rapidité à dire la messe et, à chaque premier croissant de lune, elle accomplit des gestes mystérieux devant la statue d'un chat égyptien en agate noire !
Durant l'Entre-Deux-Guerres, la princesse devient l'un des plus ardents défenseurs du fascisme et ses fils reçoivent de Mussolini d'importantes fonctions dans l'Empire. Mais son adhésion au nationalisme italien choque ses parents Orléans, qui finissent par rompre tout contact avec elle. Veuve en 1931, la duchesse se remarie en 1936.

## Titulature et décorations

### Titulature de courtoisie
- 13 juin 1871 - 21 janvier 1951 : Son Altesse Royale la princesse Hélène d'Orléans

### Titulature officielle
- 25 juin 1895 - 4 juillet 1931 : Son Altesse Royale la duchesse d'Aoste
- 4 juillet 1931 - octobre 1936 : Son Altesse Royale la duchesse d'Aoste douairière

### Décorations
- Grand-croix d'honneur et de dévotion de l’ordre souverain de Malte
- Dame de l’ordre de la Croix étoilée (maison de Habsbourg)[2]
- Dame de l’ordre de la Reine Marie-Louise (royaume d'Espagne, 13 juin 1895)[3]
- Chevalier de la Légion d'honneur (République française)
- Croix de guerre 1914-1918 (République française)
- Médaille d'argent de la valeur militaire (royaume d'Italie)
- Croix du Mérite de la guerre, 3 concessions (royaume d'Italie)
- Médaille de la Croix-Rouge italienne (royaume d'Italie, 1919)
- (royaume d'Italie)
- Médaille commémorative de la guerre italo-autrichienne 1915-1918 (royaume d'Italie)
- (royaume d'Italie)
- Médaille commémorative de l'Unité italienne (royaume d'Italie)
- Médaille de la Victoire interalliée (royaume d'Italie)
- Grand-croix honoraire de l'ordre de Sainte Isabelle (royaume de Portugal, 22 mai 1886)[4]

## Publications
- Trois Voyages en Afrique. Ouvrage illustré de 487 gravures (1913)
- Voyages en Afrique (1913)
- Vers le soleil qui se lève (1918), voyage en Extrême-Orient
- Vie errante, Sensation d'Afrique (1921)